# سوبی مارتین
سوبی مارتین (انگلیسی: Sobey Martin؛ ۲۷ ژوئن ۱۹۰۹ – ۲۷ ژوئیه ۱۹۷۸) کارگردان اهل آلمان و ایالات متحده آمریکا بود.
از فیلم‌ها یا مجموعه‌های تلویزیونی که وی در آن‌ها نقش داشته است، می‌توان به گمشده در فضا و سرزمین غول‌پیکران اشاره نمود.